# Американска лудост
„Американска лудост“ (на английски: American Madness) е американски филм от 1932 г. на режисьора Франк Капра, и във филма участва Уолтър Хюстън в ролята на банкер от Ню Йорк, който е замесен в скандал.

## Актьорски състав
- Уолтър Хюстън – Томас А. Диксън
- Пат О'Брайън – Мат
- Кей Джонсън – Филис Диксън
- Констанс Къмингс – Хелън
- Гейвин Гордън – Сирил Клюет
- Артър Хойт – Айвс
- Робърт Емет О'Конър – Инспектора

## Продукция
„Американска лудост“ отбелязва като първия филм в поредицата от легендарното сътрудничество между Франк Капра и Робърт Рискин. Това е също първият оригинален сценарий на Рискин.